# Reckless Romance
Reckless Romance è un film muto del 1924 diretto da Scott Sidney. La sceneggiatura, adattata per lo schermo da F. McGrew Willis e Walter Woods, si basa su What's Your Wife Doing?, lavoro teatrale di Herbert Hall Winslow ed Emil Nyitray, andato in scena in prima a New York il 1º ottobre 1923.

## Trama
Jerry Warner non può sposare Edith Somers, la ragazza che ama, perché il padre di lei è contrario a quel matrimonio. Lo zio di Jerry gli consegna diecimila dollari e lui si presenta al signor Somers, proponendogli un patto: se lui riuscirà a tenere quel denaro per trenta giorni, Somers ritirerà le sue obiezioni al matrimonio. Jerry resta subito senza soldi: investe immediatamente metà del denaro in azioni apparentemente senza valore, prestando l'altra metà a un amico. Cercando disperatamente del denaro, accetta di aiutare due amici, Beatrice e Christopher Skinner, che devono divorziare per evitare che lui perda la sua eredità. Dopo numerose complicazioni, gli Skinner riescono a restare sposati, il valore della azioni di Jerry raddoppia e lui riesce a mantenere il patto con il padre di lei, conquistando il consenso per potere sposare la sua ragazza.

## Produzione
Il film fu prodotto dalla Christie Film Company.

## Distribuzione
Il copyright del film, richiesto dalla Christie Film Co., fu registrato il 15 novembre 1924 con il numero LP20968.

Distribuito dalla Producers Distributing Corporation (PDC), il film uscì nelle sale statunitensi il 9 novembre 1924.
Copia completa della pellicola si trova conservata negli archivi dell'EYE Film Instituut Nederland di Amsterdam.